# Exechia frigida
Exechia frigida är en tvåvingeart som först beskrevs av Karl Henrik Boheman 1865.  Exechia frigida ingår i släktet Exechia och familjen svampmyggor. Arten är reproducerande i Sverige. Inga underarter finns listade i Catalogue of Life.